# Nguyễn Thế Dân
Nguyễn Thế Dân (sinh năm 1960) là một nghệ sĩ đàn nhị, nghệ sĩ nhân dân người Việt Nam.  

## Tiểu sử
Nguyễn Thế Dân sinh ngày 1 tháng 8 năm 1960, nguyên quán ở Thanh Hóa. Ông sinh ra trong một gia đình có truyền thống âm nhạc. Cha ông là nghệ sĩ Tuồng, mẹ là nghệ sĩ chèo. Ông có 3 anh trai. Người anh trai cả là nghệ sĩ chèo. Người anh thứ hai là nhạc trưởng Nguyễn Thiếu Hoa và người anh thứ ba là nghệ sĩ tuồng Nguyễn Mạnh Đức.
Từ nhỏ, Nguyễn Thế Dân đã được bố mẹ cho đi theo đoàn biểu diễn ở nhiều nơi trong cả nước.

## Sự nghiệp
Năm 14 tuổi, ông trúng tuyển vào trường Âm nhạc Việt Nam (nay là Học viện Âm nhạc Quốc Gia) chuyên ngành đàn nhị và trở thành học viên khóa đầu tiên tốt nghiệp đại học môn nhạc cụ truyền thống của học viện này.
Sau khi tốt nghiệp đại học, Nguyễn Thế Dân được giữ lại làm giảng viên tại học viện. Năm 1996 ông là Trưởng bộ môn Hòa tấu Dàn nhạc dân tộc, Trưởng bộ môn đàn Nhị khoa Nhạc cụ truyền thống tại đây. Ông đã biên soạn giáo trình giảng dạy đàn nhị từ sơ cấp đến đại học, tham gia đào tạo nhiều khóa nghệ sĩ và giảng viên của trường.
Tiếng đàn ông đã ghi dấu ấn với nhiều chương trình biểu diễn diễn: Độc tấu Nhị "Thăng Long ngàn năm hội ngộ" cùng dàn nhạc giao hưởng Quốc gia Việt Nam tại Festival Âm nhạc Mới "Á – Âu" lần thứ II; Hòa tấu Nhị "Ước vọng" với dàn nhạc giao hưởng quốc tế cùng nhạc trưởng Lê Phi Phi.  Ông  còn sáng chế ra một cây đàn đặc biệt làm từ tre đằng ngà, đặt tên là đàn "Cây tre". Đàn có hình dáng và cấu tạo giống với đàn K'ni, một nhạc cụ của các dân tộc vùng Tây Nguyên. Cây đàn được ông chau truốt, tỉ mẩn từng chi tiết, từ bầu đàn, dây đàn, vĩ kéo, mảnh mo tre. Đàn gồm có hai phần, có thể tháo rời riêng biệt và lắp nối liền với nhau bởi một khớp nối, có hình thù nhìn giống như hình dạng từng đốt của một cây tre ngà.

### Danh hiệu
Ông giành Huy chương Vàng Hội diễn Ca múa nhạc chuyên nghiệp toàn quốc năm 1980 với màn trình diễn độc tấu đàn nhị khi còn là sinh viên. Ngoài ra, ông còn nhận được Huy chương Vàng Hội diễn Ca múa nhạc toàn quốc năm 1982. Nguyễn Thế Dân được phong danh hiệu nghệ sĩ ưu tú năm 1997 và danh hiệu nghệ sĩ nhân dân năm 2015.